# Joséphine de Malines (pera)
Joséphine de Malines (en España conocida como Josefina de Malines) es una variedad cultivar de pera europea Pyrus communis. Esta pera está cultivada en la colección de la Estación Experimental Aula Dei (Zaragoza). Esta pera también está cultivada en diversos viveros entre ellos algunos dedicados a conservación de árboles frutales en peligro de desaparición. Esta pera variedad muy antigua es originaria de Francia, también muy extendido su cultivo en España (Lérida, Tarragona,  Valencia, Zaragoza), y tuvo su mejor época de cultivo comercial antes de la década de 1960, y actualmente en menor medida aún se encuentra. Las frutas tienen una pulpa de color blanco amarillenta, con textura fundente, muy acuosa, y sabor ligeramente aromático, agradable.

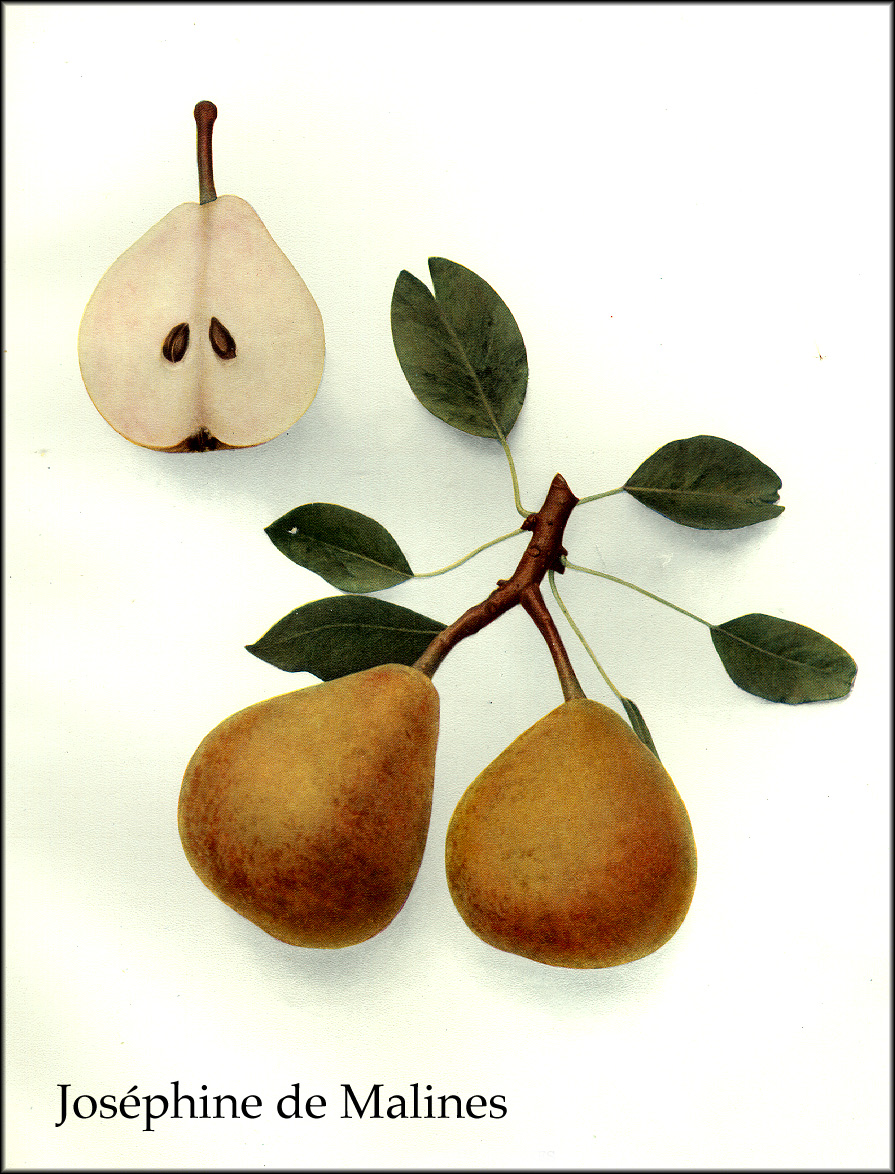
La pera 'Joséphine de Malines', acuarela de Hedrick.

## Sinonimia
- "Josefina de Malines" España,
- "Josephine von Mecheln" Alemania.[9][10]

## Historia
La variedad de pera 'Joséphine de Malines' es una variedad de verano, obtenida por el Mayor Esperen en Malinas en 1830 quien lo dedicó a su esposa, Joséphine Baur. Como plántula de parentales desconocidos.
Consta una descripción del fruto: Leroy, 1867 : 310; Hedrick 1921 : 179; Soc. Pom. France, 1948 : 312; Kessler, 1949 : 115; Seitzer 1957 : 72, y en E. E. Aula Dei.
En España 'Josefina de Malines' está considerada incluida en las variedades locales autóctonas muy antiguas, cuyo cultivo se centraba en comarcas muy definidas. Se caracterizaban por su buena adaptación a sus ecosistemas y podrían tener interés genético en virtud de su adaptación. Se encontraban diseminadas por todas las regiones fruteras españolas, aunque eran especialmente frecuentes en la España húmeda. Estas se podían clasificar en dos subgrupos: de mesa y de cocina (aunque algunas tenían aptitud mixta).
'Josefina de Malines' es una variedad clasificada como de mesa, difundido su cultivo en el pasado por los viveros comerciales y cuyo cultivo en la actualidad se ha reducido a huertos familiares y jardines privados.
La pera 'Joséphine de Malines' está cultivada en diversos bancos de germoplasma de cultivos vivos tales como en National Fruit Collection con el número de accesión: 1970-043 y nombre de accesión: Joséphine de Malines. Está también cultivado en E. E. Aula Dei de Zaragoza (España), con el nombre de accesión 'Josefina de Malines'.

## Características
El peral de la variedad 'Josefina de Malines' tiene un vigor medio; florece a finales de marzo; tubo del cáliz en embudo  con conducto mediano; limitado a este conducto cuando el ojo es caduco.
La variedad de pera 'Josefina de Malines' tiene un fruto de tamaño medio (peso promedio 43,00 g); forma variable, turbinada-aplastada, ovoide, esferoidal, maliforme (apariencia de manzana), sin cuello o con cuello casi imperceptible, simétrica o ligeramente asimétrica, con el contorno redondeado irregular o con ligera tendencia a pentagonal; piel lisa, fina, brillante, o semi-ruda y seca; con color de fondo amarillo dorado o verdoso con zona dorado bronceada a veces salpicada de moteado carmín, presenta un punteado abundante, fino y menudo, a veces ruginoso-"russeting", aureolado de amarillento o verde, zona ruginosa no muy extensa derramándose desde la base del pedúnculo y a veces formando manchitas o ligera maraña por el resto, más rara vez círculos concéntricos ruginosos alrededor del ojo, "russeting" (pardeamiento áspero superficial que presentan algunas variedades) bajo (1-25%); pedúnculo de longitud corto o mediano, recio, generalmente leñoso, a veces semi-carnoso, engrosado en su extremo superior, de color verde oliváceo, ruginoso, con iniciación de yemas, recto, implantado derecho u oblicuo, a veces sobre un mamelón; cavidad del pedúnculo estrecha y poco profunda o nula, oblicua, mamelonada, irregular anchura de la cavidad; calicina de una amplitud estrecha o media, en general bastante profunda, borde suavemente ondulado; ojo medio o grande, abierto o semicerrado; sépalos triangulares, alargados, puntiagudos, carnosos o coriáceos, erectos, extendidos o doblados sobre el ojo (excepcionalmente el ojo es completamente caduco).
Carne de color blanco amarillenta; textura fundente, muy acuosa; sabor ligeramente aromático, agradable; corazón pequeño, redondeado o fusiforme. Eje amplio, abierto, interior lanoso. Celdillas muy grandes, elípticas, ligeramente separadas del eje. Semillas de tamaño grandes, elíptico-alargadas, puntiagudas, espolonadas, color castaño rojizo oscuro no uniforme.
La pera 'Josefina de Malines' madura de manera desigual pero generalmente tiene una época de maduración en otoño-invierno(en E. E. Aula Dei de Zaragoza). Dado que la maduración es desigual, la fruta debe estar bastante firme. Variedad para consumir luego de varias semanas de conservación en bodega, la pulpa se vuelve salmón, muy fina, tierna, muy jugosa, muy dulce. Cuando se cosechan verdes, toleran bastante bien el transporte.

## Cultivo
Una variedad de postre extremadamente "amateur". Popular en el cultivo "aficionado" en Bélgica, Alemania y Francia.